# Fidżi na Letnich Igrzyskach Paraolimpijskich 2016
Fidżi na Letnich Igrzyskach Paraolimpijskich 2016 w Rio de Janeiro reprezentowało dwoje sportowców. Był to ósmy start reprezentacji tego kraju na igrzyskach paraolimpijskich (po występach w latach 1964, 1976, 1996, 2000, 2004, 2008 i 2012).
Chorążym reprezentacji podczas ceremonii otwarcia igrzysk była tenisistka stołowa Merewalesi Roden.

## Wyniki

### Lekkoatletyka
Mężczyźni
| Zawodnik       | Konkurencja    | Finał    | Finał   | Źródło |
| Zawodnik       | Konkurencja    | Rezultat | Miejsce | Źródło |
| -------------- | -------------- | -------- | ------- | ------ |
| Epeli Baleibau | skok wzwyż T47 | 170 cm   | 11      | [ 3 ]  |

### Tenis stołowy
Kobiety
| Zawodniczka      | Konkurencja           | Faza grupowa     | Faza grupowa     | Faza grupowa | Ćwierćfinały     | Półfinały        | Finał            | Pozycja | Źródło |
| Zawodniczka      | Konkurencja           | Przeciwnik Wynik | Przeciwnik Wynik | Pozycja      | Przeciwnik Wynik | Przeciwnik Wynik | Przeciwnik Wynik | Pozycja | Źródło |
| ---------------- | --------------------- | ---------------- | ---------------- | ------------ | ---------------- | ---------------- | ---------------- | ------- | ------ |
| Merewalesi Roden | gra pojedyncza kat. 5 | Jung 0:3         | Lundback 0:3     | 3            | NQ               | NQ               | NQ               | NQ      | [ 4 ]  |